# Pseudopachymerina spinipes
Pseudopachymerina spinipes là một loài bọ cánh cứng trong họ Bruchidae. Loài này được Erichson miêu tả khoa học năm 1834.

## Hình ảnh

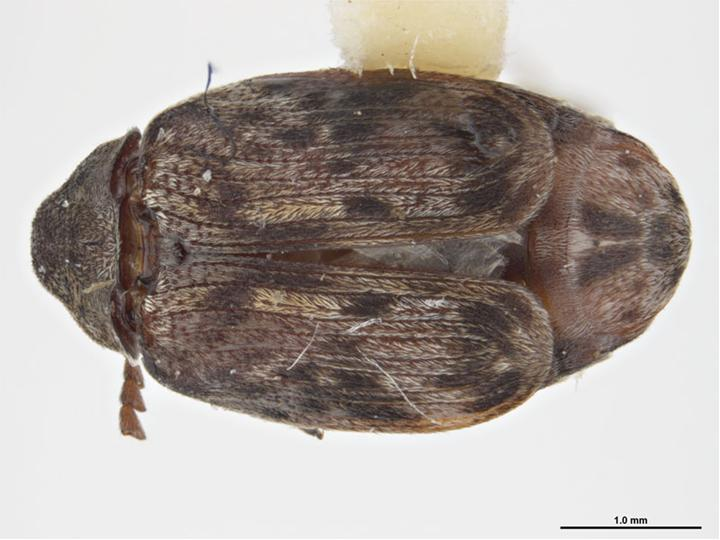